# 飛鳥井千砂
飛鳥井 千砂（あすかい ちさ、1979年 - ）は日本の小説家。北海道生まれ、愛知県稲沢市出身。神奈川県在住。飛鳥井は旧姓。

## 経歴
2002年3月、愛知淑徳大学文学部国文学科卒業。大学では島田修三のゼミで万葉集を学んでいた。はじめから作家を目指していたわけではなかったため、就職活動や企業勤め、結婚後は専業主婦も経験しており、それが小説を書く上でのこやしとなっていると語っている。2005年、「はるがいったら」で第18回小説すばる新人賞（集英社主催）を受賞し、小説家デビュー。2007年、受賞後第1作『学校のセンセイ』をポプラ社から刊行。以後も意欲的に新作を発表している。

## 作品一覧

### 書籍
- はるがいったら（2006年 集英社 / 2009年 集英社文庫）
- 学校のセンセイ（2006年 ポプラ社 / 2010年 ポプラ文庫）
- サムシングブルー（2009年 集英社 / 2013年 集英社文庫）
- アシンメトリー（2009年 角川書店 / 2012年 角川文庫）
- 君は素知らぬ顔で（2010年 祥伝社 / 2013年 祥伝社文庫）
- チョコレートの町（2010年 双葉社 / 2013年 双葉文庫）
- タイニー・タイニー・ハッピー（2012年 角川文庫）
- 海を見に行こう（2012年 集英社文庫)
- UNTITLED（2013年 ポプラ社 / 2015年 ポプラ文庫）
- 鏡よ、鏡（2014年 双葉社 / 2016年12月 双葉文庫）
- 女の子は、明日も。（2014年 幻冬舎 / 2017年2月 幻冬舎文庫)
- 砂に泳ぐ（2014年 角川書店 / 『砂に泳ぐ彼女』に改題、2017年6月 角川文庫)
- そのバケツでは水がくめない（2017年12月 祥伝社 / 2021年1月 祥伝社文庫）
- 見つけたいのは、光。（2022年7月 幻冬舎 / 2025年2月 幻冬舎文庫）[8]
- This is the Airport（2025年3月 光文社）

### 寄稿アンソロジー
「」内が飛鳥井千砂の作品
- 短篇ベストコレクション 現代の小説2010（2010年6月、日本文藝家協会/編、徳間文庫） - 「タクシードライバー」
  - 「タクシードライバー」初出：『野性時代』2009年1月号
- 君と過ごす季節 秋から冬へ、12の暦物語（2012年12月、ポプラ社文庫） - 「小寒」
- 運命の人はどこですか?（2013年4月、祥伝社文庫） - 「神様たちのいるところ」
- この部屋で君と（2014年8月、新潮社文庫nex） - 「隣の空も青い」
- 大崎梢リクエスト! 本屋さんのアンソロジー（2014年8月、光文社） - 「空の上、空の下」
- 短篇ベストコレクション 現代の小説2015（2015年6月、日本文藝家協会/編、徳間文庫） - 「夜の小人」
  - 「夜の小人」初出 : 『小説宝石』2014年10月号
- リアルプリンセス（2017年1月、ポプラ社 / 2019年4月、ポプラ文庫） - 「歩く12人の女」

### 単行本未収録作品
小説
- 「うわ言」（『群像』2011年4月号 掲載）
- 「外国の女の子」（『小説宝石』2015年6月号 掲載）
- 「甘く、おいしく」（『小説トリッパー』2017年夏号、2017年6月16日 掲載）
- 「青色のお話 青い子」（『飛ぶ教室』No.62 (2020年7月25日) 掲載）
- 「もうすぐ十八歳」（『紙魚の手帖』Vol.08（2022年12月）掲載）
- 「ここは滑走路」（前篇『小説宝石』2023年8月号 掲載）
- 「ここは滑走路」（後篇『小説宝石』2023年9月号 掲載）

エッセイ
- 「闘いのはじまり」（『飛ぶ教室』No.61 (2020年4月25日) 掲載）